# 😂
😂（Unicode：U+1F602）是一個象徵含淚大笑的繪文字，中文地区或称之为「笑哭」、「笑cry」、「喜极而泣」、「飙泪笑」或「笑到飙泪」等等。

## 形象
该绘文字正式名称为“含泪大笑的脸”（Face with Tears of Joy），外观通常为一张黄色的笑脸，其中双眼的部分眯成了两道线，两侧还挂着眼泪。嘴部笑得大咧，露出上牙（但在某些平台上会渲染成两排牙齿全都露出的样子）。
類似表情符號有：🤣。也有人把😂🤣連用。 

## 历史
该表情最开始是由软银等日本运营商所制作。2010年，Unicode 6.0引入了该表情，对应的编码为U+1F602。2013年，数据分析公司Luminoso发表报告，称其在推特上的使用量已经超过了波浪号。2015年，Emoji 1.0加入了该表情。它是2015年全球使用次数最多的绘文字，占美国当年绘文字总使用量的17%、英国的20%。

## 评价
2015年，《牛津词典》将该表情选为“2015年度词汇”——这也是年度词汇中首次出现绘文字。有些人评论道，其用途宽泛，不仅仅是局限在了原设计师所设想的“喜极而泣”，而是衍生出了嘲讽、强调等作用，甚至有时人们不清楚自己为何要使用这一表情，或者只是想要简单地应和一声。《连线》认为，比起大部分严肃的表情来说，它更为生动活泼，表达意思时也更为准确。
对该表情的理解有好有坏。《科学美国人》认为它表达出友好、积极的意思，适用于“任何希望寻求一致的对话交流”当中，有助于缓和双方的情绪。也有人对此持相反态度。《卫报》发表评论称它是“最糟糕的绘文字”，因为它表露出“嘲弄、揶揄的神态，天生便是残忍的模样”，可被视作一种人身攻击。The Tab认为它“很烦”、充斥在互联网的各处，并呼吁人们减少使用。